# Limonia (díptero)
Limonia es un género de moscas de la familia Limoniidae. Hay por lo menos 430 especies descritas de Limonia alrededor del mundo. Es posible que algunas especies correspondan en otros géneros.

## Descripción
Las especies de Limonia tienen un tamaño entre 10 y 12 mm. Poseen antenas con 12 segmentos. 
Lista de especies